# Cmentarz wojenny w Opatowcu
Cmentarz wojenny w Opatowcu – zabytkowy cmentarz z okresu I wojny światowej znajdujący się w mieście Opatowiec w powiecie kazimierskim, w województwie świętokrzyskim. Jeden z dwóch rejestrowanych zabytków miasta.
Na cmentarzu jest pochowanych  336 żołnierzy armii rosyjskiej, 501 austro-węgierskich, poległych w latach 1914-1915 oraz dwóch żołnierzy wojska polskiego z września 1939 roku. Są to bezimienni żołnierze, w tym ekshumowani i przeniesieni w 1937 roku z nekropolii wojennych w Charbinowicach i Czarkowach.
W ramach realizowanego projektu rewitalizacji Opatowca, znajdujące się na mogile schody betonowe, obłożone zostaną płytami wykonanymi z granitu płomieniowanego. Płyta z napisem będzie się znajdowała na postumencie wykonanym z czarnej płyty granitowej. Miejsce pamięci będzie symbolicznie otoczone żeliwnym łańcuchem. Projekt prac zatwiedził konserwator zabytków.